# Erioptera apicialba
Erioptera apicialba är en tvåvingeart som beskrevs av Alexander 1921. Erioptera apicialba ingår i släktet Erioptera och familjen småharkrankar. Inga underarter finns listade i Catalogue of Life.